# Lijst van voetbalinterlands Aruba - Suriname (vrouwen)
Deze lijst van voetbalinterlands is een overzicht van alle officiële voetbalinterlands tussen de nationale vrouwenteams van Aruba en Suriname. De landen hebben tot nu toe vier keer tegen elkaar gespeeld.

## Wedstrijden
| № | Plaats     | Datum       | Competitie           | Wedstrijd        | Uitslag |
| - | ---------- | ----------- | -------------------- | ---------------- | ------- |
| 1 | Oranjestad | 7 mei 2006  | WK 2007 kwalificatie | Aruba − Suriname | 0 − 3   |
| 2 | Paramaribo | 29 mei 2025 | Vriendschappelijk    | Suriname − Aruba | 0 − 1   |
| 3 | Paramaribo | 30 mei 2025 | Vriendschappelijk    | Suriname − Aruba | 4 − 0   |
| 4 | Paramaribo | 1 juni 2025 | Vriendschappelijk    | Suriname − Aruba | 1 − 7   |

## Samenvatting
| Competitie        | Totaal gespeeld | Winst Aruba | Gelijk | Winst Suriname | Doelsaldo Aruba – Suriname |
| ----------------- | --------------- | ----------- | ------ | -------------- | -------------------------- |
| WK kwalificatie   | 1               | 0           | 0      | 1              | 0 − 3                      |
| Vriendschappelijk | 3               | 2           | 0      | 1              | 8 − 5                      |
| Totaal            | 4               | 2           | 0      | 2              | 8 − 8                      |